# Achaeta eiseni
Achaeta eiseni är en ringmaskart som beskrevs av Vejdovsky 1878. Achaeta eiseni ingår i släktet Achaeta, och familjen småringmaskar. Arten är reproducerande i Sverige.